# Lipowa (województwo śląskie)

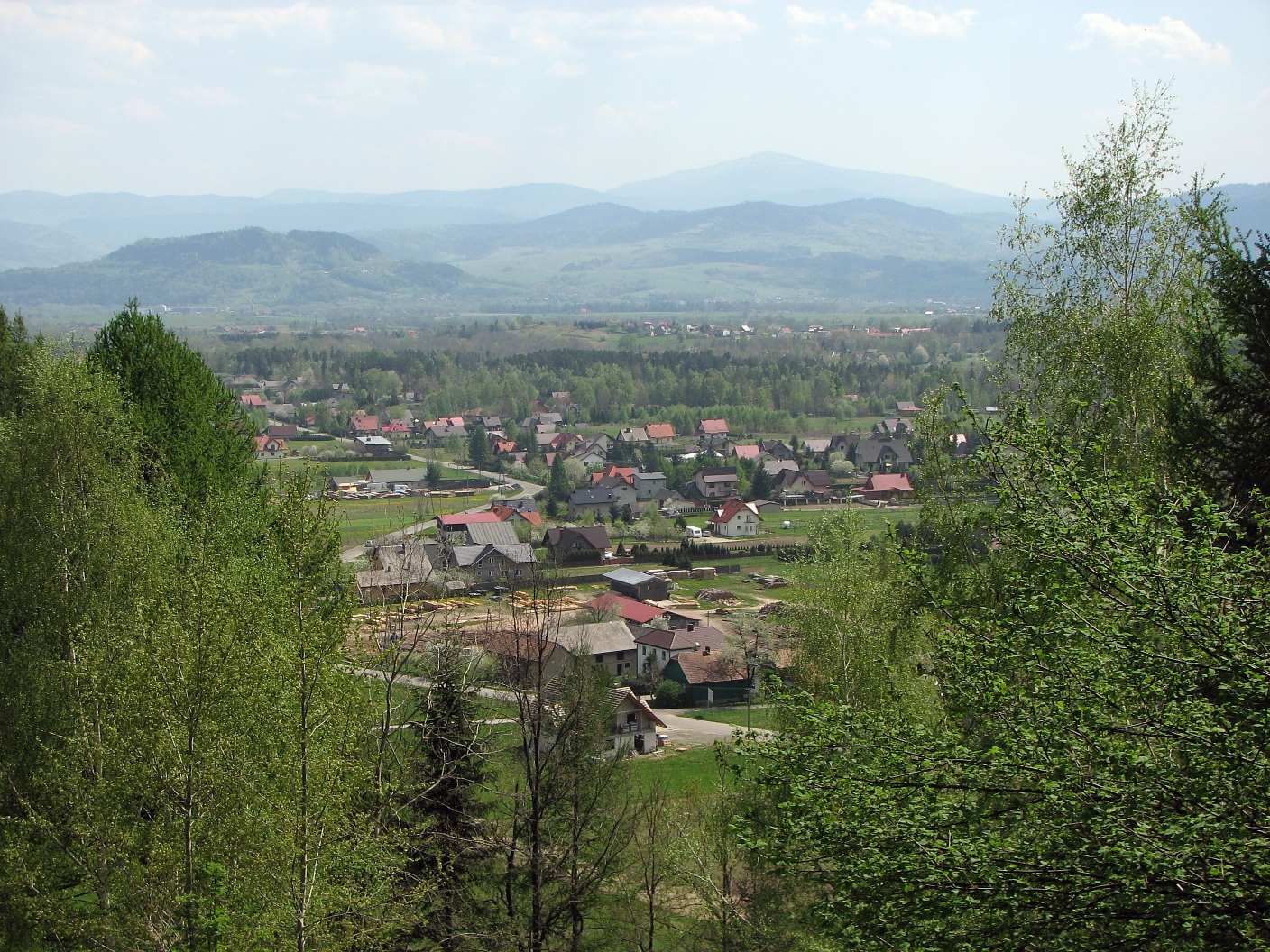
Widok na Lipową, Grojec i Babią Górę

Lipowa – wieś w Polsce położona w województwie śląskim, w powiecie żywieckim, siedziba gminy Lipowa.
Integralne części wsi Lipowa: Banasie, Brzeziny, Bugaj, Gwizdałówka, Jaski, Jastrząbka, Koniory, Poddzielec, Podkościół, Podlas, Pustki, Solisko, Szparówka.
Miejscowość położona jest nieopodal miasta Żywiec. Powierzchnia sołectwa wynosi 4052 ha, a liczba ludności w 2020 osiągnęła 4812 osób, co daje gęstość zaludnienia równą 118,8 os./km².

## Nazwa
Nazwa miejscowości pochodzi od polskiej nazwy drzewa liściastego Lipa (Tilia) należącego do podrodziny lipowatych. Nazwę miejscowości w zlatynizowanej formie Lypowa wymienia w latach (1470–1480) Jan Długosz w księdze Liber beneficiorum dioecesis Cracoviensis.

## Historia
Lipowa jest jedną ze starszych osad żywieckich. Jej początki związane były z rodem Radwanitów i sięgają końca XIII wieku. Była wsią rolną. Pierwszy kościół w Lipowej wymieniono w roku 1350 w spisach pobieranego w Polsce świętopietrza z lat 1346–1358. Jan Długosz pisał o parafii w Liber beneficiorum w latach 1470–1480. Dziedzicem wsi Lipowej był wówczas Piotr Komorowski. Nazwę tej miejscowości wyjaśnia Andrzej Komoniecki w „Dziejopisie Żywieckim”:

…wieś nazwana, iż tam w tym miejscu najpierwszy tameczny poddany chałupę sobie z drzewa samego lipowego zbudował i tę chałupę jego lipową nazwano, a potem od tej chałupy wieś Lipowa osadzona i przezwana.

W 1595 roku wieś położona w powiecie śląskim województwa krakowskiego była własnością kasztelana sądeckiego Krzysztofa Komorowskiego. W 1608 r. Mikołaj Komorowski na gruntach zabranym lipowskim chłopom i 5 rolach zabranych mieszkańcom Pietrzykowic utworzył folwark lipowski. W 1706 r. władający wówczas żywiecczyzną Franciszek Wielopolski wypędził kolejną część chłopów z Lipowej, osadzając ich gdzie indziej, a grunty ich włączył do powiększonego folwarku lipowskiego jako tzw. Nowy Folwark. W 1715 r. lipowski folwark obejmował 6 wsi: Lipową, Pietrzykowice, Słotwinę, Ostre oraz Starą i Nową Leśną.
Mikołaj Jasek z Lipowej – w połowie XVII w. wojewoda wałaski (wajda) wszystkich wsi na Żywiecczyźnie założonych na prawie wołoskim – za swe zasługi w obronie Żywca przed Szwedami, został w 1657 r. przywilejem króla Jana Kazimierza uwolniony od pańszczyzny: „(…) od wszystkich ciężarów, robót, czynszu, dani, płatu od młyna”.
W nocy z 3 na 4 września 1939 r. na terenie wsi oddział polski pod dowództwem kpt. Z. Wajdowicza stoczył potyczkę z Niemcami nacierającymi na Żywiec. Lipowa była jedną z pierwszych wsi regionu żywieckiego, w których w czasie okupacji hitlerowskiej zaczął się rodzić ruch oporu. Jeszcze we wrześniu 1939 r., z myślą o dalszej walce, mieszkańcy Lipowej pod kierunkiem miejscowego proboszcza ks. F. Sznajdrowicza przystąpili do gromadzenia porzuconej broni i amunicji. W końcu listopada Niemcy natrafili na skład broni w wieży kościelnej, co spowodowało aresztowanie 40 mieszkańców Lipowej, Łodygowic, Ostrego i Słotwiny, z proboszczem na czele. 18 stycznia 1940 r. 29 spośród nich stracono w Katowicach. Ich śmierć upamiętnia pomnik koło lipowskiego kościoła.
W latach 1954–1972 wieś należała i była siedzibą władz gromady Lipowa. W latach 1975–1998 miejscowość administracyjnie należała do województwa bielskiego.

## Lipowski folwark
Folwark w Lipowej założył w 1608 r. nowy właściciel „państwa” żywieckiego, Mikołaj Komorowski, włączając w jego obszar pięć ról z wsi Pietrzykowice. W 1624 r. folwark przeszedł za długi wraz z całym państwem żywieckim w posiadanie królowej Konstancji, żony Zygmunta III Wazy. W okresie z górą 50 lat zarządzania folwarkiem przez Wazów uporządkowaniu uległa gospodarka folwarczna, znacząco poprawiła się kondycja majątku i przynoszone przezeń dochody.
W 1675 r., po złożeniu wykupnego w równowartości 600 tys. złotych, właścicielami dóbr żywieckich wraz z folwarkiem stała się rodzina Wielopolskich. W 1706 r. Franciszek Wielopolski wypędził część chłopów z Lipowej, osadzając ich gdzie indziej, a grunty ich włączył do powiększonego folwarku lipowskiego jako tzw. Nowy Dwór. W 1715 r. lipowski folwark obejmował 6 wsi, z których chłopi byli zobowiązani pracować na pańskich polach: Lipową, Pietrzykowice, Słotwinę, Ostre oraz Starą i Nową Leśną. Wielopolscy władali folwarkiem do 6 listopada 1838 r., kiedy to całe włości żywieckie zakupił Karol Ludwik Habsburg. Jego syn, Albrecht Fryderyk Habsburg, w 1847 r. utworzył Dyrekcję Dóbr Żywieckich, która objęła w zarząd również lipowski folwark. Po bezpotomnej śmierci Albrechta majątek przejął jego bratanek, arcyksiążę Karol Stefan Habsburg.
W 1919 r., po zakończeniu I wojny światowej, dobra żywieckie Habsburgów zostały objęte pod Przymusowy Zarząd Państwowy, a folwarkowi groziła parcelacja. Po pięciu latach, na mocy specjalnego porozumienia z Rządem RP, Karol Stefan Habsburg – obecnie jako obywatel Rzeczypospolitej – odzyskał swoje majątki. W tym samym roku aktem darowizny K.S. Habsburg ofiarował 10 500 ha ze swych włości na rzecz Polskiej Akademii Umiejętności – wśród nich był folwark lipowski o powierzchni 512,21 ha roli i 0,23 ha stawów.
W okresie międzywojennym folwark należał do przodujących gospodarstw rolnych w Polsce, uzyskując ze stosunkowo słabych gleb wysokie plony zbóż i roślin okopowych. Troskliwie nawożone użytki zielone pozwalały na wyżywienie ponad 100 krów, 24-40 par koni, ponad 100 owiec matek i uzyskanego od tych zwierząt przychówku. Szczególny nacisk kładziono na produkcję mleczną: konsekwentna hodowla pozwoliła na początku lat 30. XX w. uzyskiwać rocznie średnio 3829 l mleka od krowy. Głównymi odbiorcami tutejszego mleka były sanatoria w Bystrej i Wilkowicach. W drugiej połowie lat 30. na lipowskim folwarku założono jedne z pierwszych w Polsce poletek doświadczalnych, na których badano skuteczność zabiegów agrotechnicznych (m.in. nawożenia). Zaczęto uprawiać nieznane tu przedtem rośliny, jak koński ząb, a następnie kukurydza, a także prowadzono pierwsze eksperymenty z produkcją kiszonek.
Majątek lipowski należał do Polskiej Akademii Umiejętności do 31 grudnia 1951 r. (z przerwą w okresie II wojny światowej). Po tej dacie przeszedł on we władanie Polskiej Akademii Nauk, która zorganizowała w nim Zootechniczny Zakład Doświadczalny Instytutu Zootechniki PAN. Jednostka ta funkcjonowała do 2000 r., kiedy to została rozwiązana, a jej majątek włączony do spółki „Instytut Zootechniki Zakład Doświadczalny w Grodźcu Śląskim”.

## Zabytki
Do obiektów i zespołów zabytkowych o najwyższych wartościach na terenie wsi należą:
- Kościół parafialny (parafia św. Bartłomieja) z roku 1896 wraz z wyposażeniem.

W książce „Zabytki sztuki w Polsce” znajdujemy opis Kościoła parafialnego pod wezwaniem św. Bartłomieja w Lipowej, który został wymieniony już w 1350 roku w spisach pobieranego w Polsce świętopietrza z lat 1346–1358. Kościół ten dwukrotnie przebudowano, najpierw w I połowie XVI wieku według Dziejopisu Żywieckiego „nade drzwiami kościelnymi podpisany jest Wojciech Maleszyński z dwiema mieczami, z tym rokiem źle napisanym Anno Domini 159. Co się może rozumieć rok 1509”. Obecny kościół jest murowany, wzniesiono go w 1896 roku. W nowym kościele znalazł się również barokowy obraz św. Sebastiana oraz barokowy, drewniany, polichromowany krucyfiks o wysokości 137,7 cm. Ponadto klasycystyczna monstrancja mosiężna, pozłacana o wysokości 65 cm i rokokowy kielich częściowo srebrny, częściowo mosiężny, pozłacany, o wysokości 23,5 cm. Interesujący jest także „ornat biały ze srebrną haftowaną kolumną z wieku XVIII: na srebrnym tle wijąca się łodyga z większymi i mniejszymi barwnymi kwiatami”. Na ornament tego typu kładziono haft płaski na srebrnych lub złotych tłach. Był to typ haftu uważany za polski.
- Najcenniejszym dziełem, które do dziś zachowało się ze starego Kościoła jest tryptyk św. Rodziny z około 1540 roku. „Stanowił on pierwotnie ołtarz główny drewnianego kościoła, a teraz zawieszony jest nad drzwiami zakrystii. Jest to cenny zabytek cechowego malarstwa gotyckiego – renesansowego z II ćw. w XVI, zapewne warsztat krakowski”.

- Kaplica w Dolnej Lipowej z 1862 roku z ołtarzykiem późnorenesansowym z I ćw. XVII w.

Według niepotwierdzonej relacji jest tutaj obraz Matki Boskiej Częstochowskiej pochodzący z Kościoła w Lipowej z 1698 r., odmalowany powtórnie w 1840 roku przez Wojciecha Caputę (cechmistrza przy kościele lipowskim) i Wojciecha Wandzla ze Słotwiny.

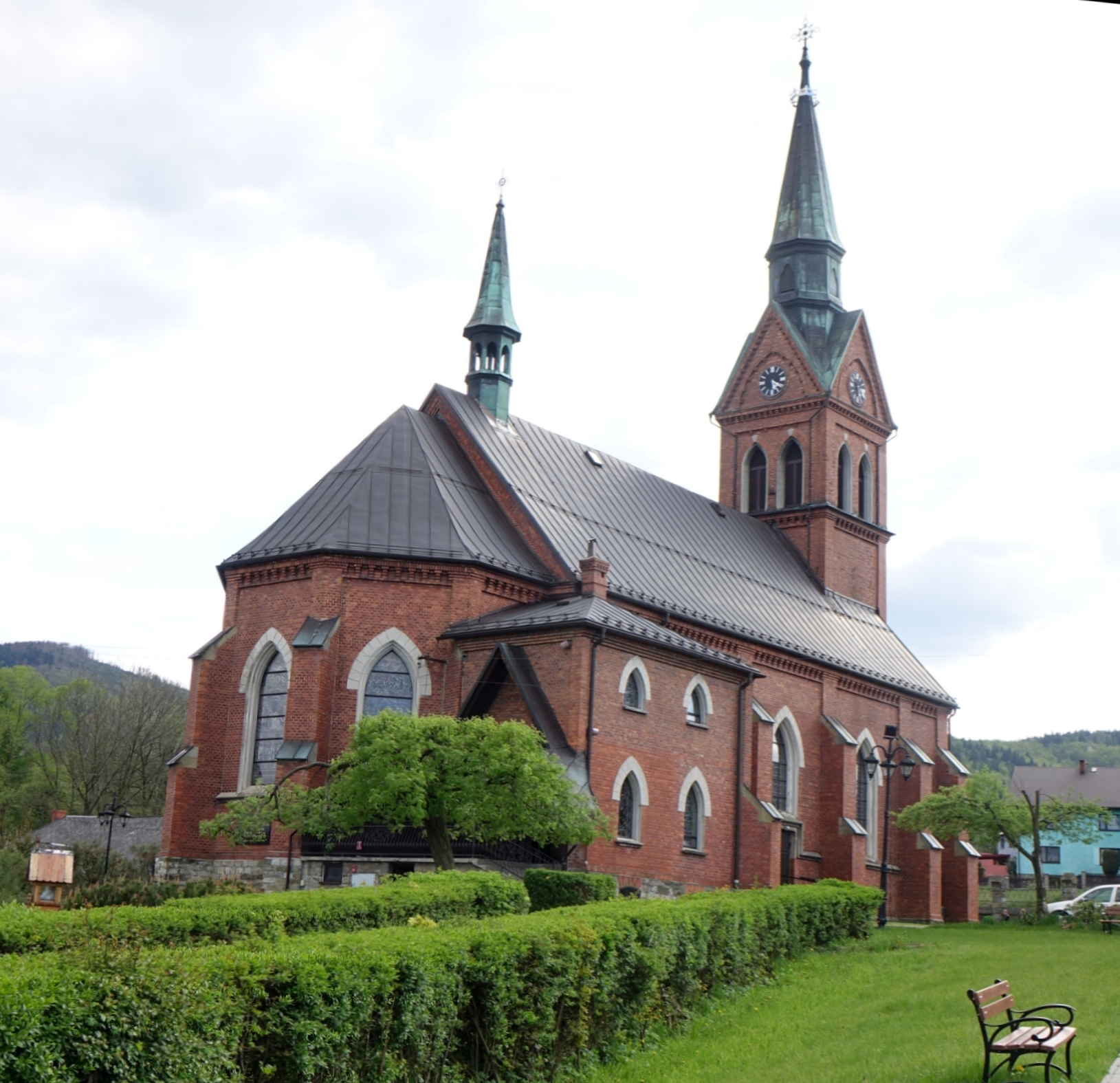
Kościół
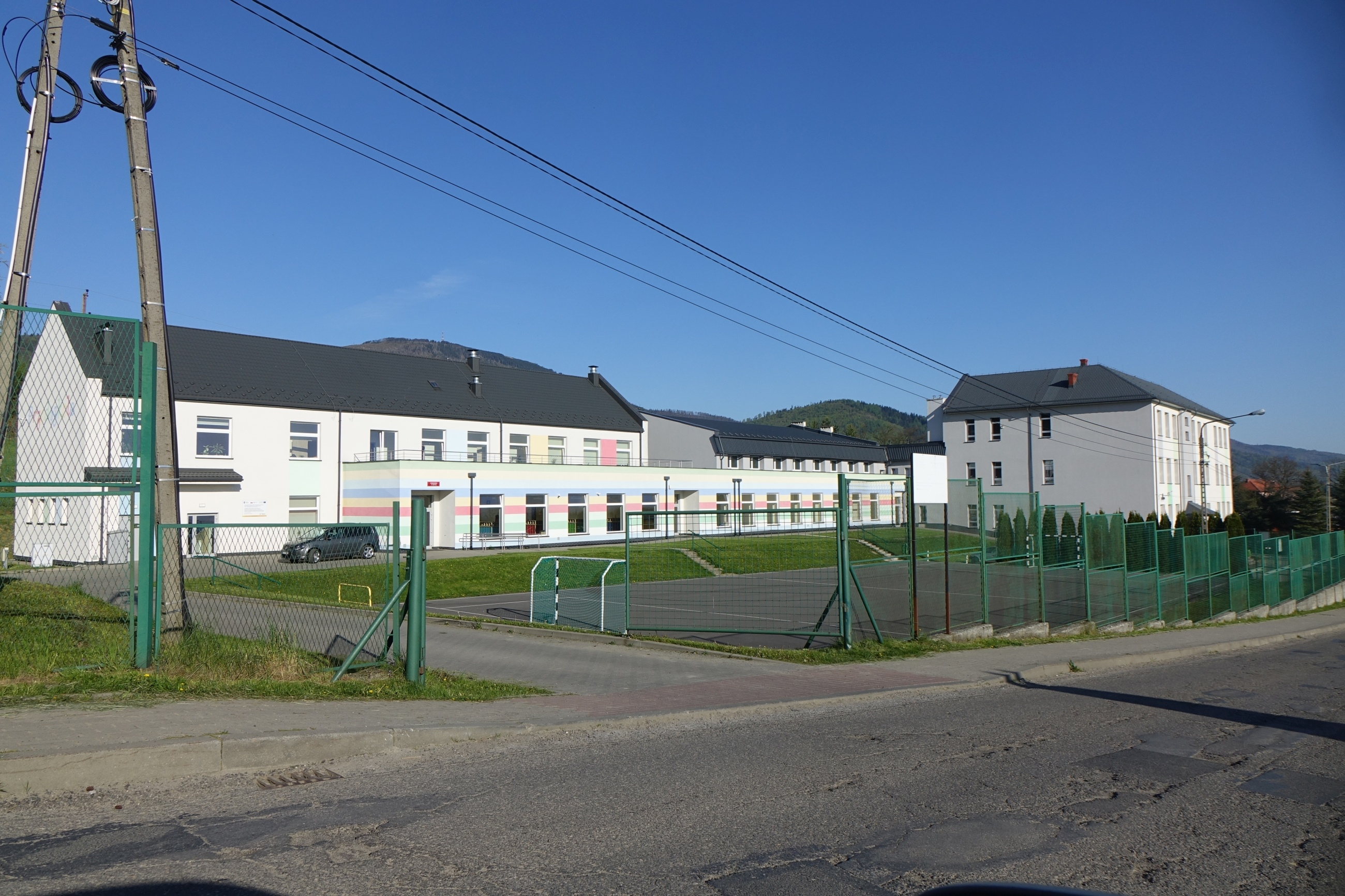
Zespół szkół
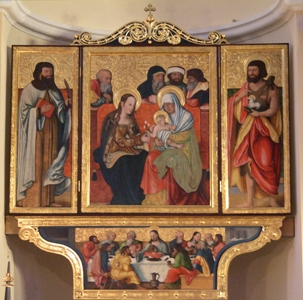
Tryptyk św. Rodziny
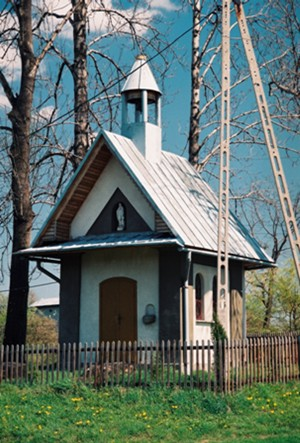
Kaplica w Dolnej Lipowej